# Trực khuẩn
Từ bacillus nhằm miêu tả hình dáng của một nhóm vi khuẩn khi được quan sát dưới kính hiển vi. Nó xuất phát từ tiếng Latin có nghĩa là hình que. Do đó, một số nơi gọi là khuẩn que hoặc trực khuẩn.
Tuy nhiên, Bacillus là tên của một chi gồm các vi khuẩn hình que, Gam dương, hiếu khí thuộc về họ Bacillaceae trong Firmicutes.
Trực khuẩn có ở mọi nơi trong tự nhiên và khi điều kiện sống gay go, chúng có khả năng tạo ra bào tử gần như hình cầu, để tồn tại trong trạng thái "ngủ đông" trong thời gian dài. Loại sinh vật này có cực kỳ nhiều loài khác nhau, trong đó đa số là vô hại.
Hai loài được xem là quan trọng về mặt y học là Bacillus anthracis (gây ra anthrax) và Bacillus cereus (có thể gây ra một dạng bệnh từ thực phẩm tương tự Staphylococcus). Hai loài nổi tiếng làm hỏng thức ăn là Bacillus subtilis và Bacillus coagulans. B. subtilis là một sinh vật hiếu khí sống ký sinh có bào tử có thể sống sót trong độ nóng cao thường thấy khi nấu ăn. Nó chính là tác nhân làm cho bánh mì hư. B. coagulans có thể phát triến đến tận mức pH 4.2 và gây ra vị chua nặng ở thức ăn đóng hộp bị ôi (bao gồm cả các thức ăn có tính acid mà bình thường có thể khống chế sự phát triển của đa số vi khuẩn ở mức thấp nhất). Ấu trùng Paenibacillus gây ra các chứng bệnh của ong mật ở ong mật.
Bacillus là vi khuẩn gam dương và catalase dương tính, sử dụng khí oxy làm chất nhận electron khi trao đổi khí trong quá trình trao đổi chất. Qua kính hiển vi Bacillus đơn lẻ có hình dạng giống những chiếc que, phần lớn những chiếc que này có bào tử trong hình oval có khuynh hướng phình ra ở một đầu. Thường thì người ta quan sát thấy tập đoàn của giống sinh vật này rất rộng lớn, có hình dạng bất định và đang phát triển lan rộng.
Có một cách dễ dàng để cô lập một loại trực khuẩn nào đó là cho đất tốt vào trong ống nghiệm cùng với nước, lắc đều, cho vào mannitol salts agar đã tan, và giữ ở nhiệt độ trong phòng ít nhất một ngày.